# Agüeybaná
Agüeybaná (mort en 1510) était le plus puissant cacique (chef) des Taínos de « Boriken » (Porto Rico), quand les Espagnols arrivèrent sur l'île le 19 novembre 1493.
Son nom signifiait « le grand soleil ». Il vivait avec sa tribu à Guaynia (l'actuelle Guayanilla), située près de la rivière du même nom, dans la partie sud de l'île. Tous les autres caciques étaient ses sujets, bien qu'ils gouvernassent leurs propres tribus.

## L'arrivée des conquistadors
Agüeybaná, croyant que les Espagnols étaient des dieux, reçurent le conquistador Juan Ponce de León à bras ouverts à son arrivée en 1508. D'après une vieille tradition taíno, Agüeybaná pratiqua le « guatiao », un vieux rituel taíno, dans lequel lui et Juan Ponce de León devenaient amis et échangeaient leurs noms. Ponce de León baptisa ensuite la mère du cacique pour la rendre chrétienne et la renomma Inés. Leur hospitalité et le traitement amical que les Espagnols reçurent d'Agüeybaná leur permirent de conquérir l'île aisément.
Le cacique rejoint Ponce de León dans son exploration de l'île. Quand cela fut fait, Agüeybaná accompagna le conquistador à l'ile de « La Española » (qui comprend aujourd'hui la République dominicaine et Haïti), où il fut bien reçu par le gouverneur Nicolás de Ovando. Les actions d'Agüeybaná aidèrent à maintenir la paix entre les Taínos et les espagnols. Cette paix ne dura pas longtemps. Les Taínos furent forcés de travailler dans les mines d'or et comme esclaves dans la construction de forts. Beaucoup de Taínos moururent en conséquence des traitements cruels qu'ils recevaient.